# 瓦尔诺 (罗斯托克县)
瓦尔诺是德国梅克伦堡-前波美拉尼亚州的一个市镇。总面积42.11平方公里，总人口956人，其中男性495人，女性461人（2011年12月31日），人口密度23人/平方公里。